# Rodión Shchedrín
Rodión Konstantínovich Shchedrín (en ruso: Родион Константинович Щедрин, romanización Rodion Konstantinovič Ščedrin) (Moscú, 16 de diciembre de 1932) es un compositor ruso. 

## Biografía
Nació en una familia de músicos; su padre fue compositor y profesor de teoría musical. Estudió en la Escuela Coral de Moscú y en el Conservatorio de Moscú donde se graduó en 1955 como alumno de Yuri Shaporin y Nikolái Myaskovski. En 1958 contrajo matrimonio con la conocida bailarina Maya Plisétskaya. 
Sus primeras composiciones se caracterizan por su tonalidad, colorido orquestación e incluyen con frecuencia apartes de música folclórica, mientras que las posteriores usan música aleatoria y técnicas seriales. En occidente la música de Shchedrin se ha popularizado especialmente gracias al trabajo de Mstislav Rostropóvich y sus exitosos discos.
Entre sus composiciones se destacan las de ballet, como El caballito jorobado (1955, basada en el cuento de Piotr Yershov); Carmen Suite (1967, transcripción de fragmentos de la ópera Carmen de Georges Bizet); Ana Karénina (1972, basada en la novela homónima de León Tolstói); y La dama del perrito (1985, basada en el homónimo relato de Antón Chejov). Entre sus óperas está No sólo de amor (1961) y Almas muertas (1976, basada en la homónima novela de Nikolái Gógol). Compuso 24 preludios y fugas después de oír los de Dmitri Shostakóvich. Es autor además de conciertos para piano, sinfonías, música de cámara y otras obras. También es conocido su "Cuaderno Polifónico".
Ha compuesto tres conciertos para orquesta: el primero, cuyo título ha sido traducido como Coplas desafortunadas o Tonadas populares desafortunadas, sin que se consiga llegar al meollo del título original, chastushka (часту́шка), referido a un tipo de canción popular irreverente y satírica que dio a conocer internacionalmente.
Shchedrín ha sido además pianista y organista, habiendo participado personalmente en la interpretación de seis de sus conciertos para piano. En un concierto, el 5 de mayo de 1974, Shchedrín realizó la hazaña de presentarse como solista en tres de sus conciertos para piano, uno después del otro. Este concierto interpretado por la Orquesta Filarmónica de Rusia dirigida por Yevgueni Svetlánov fue grabado y distribuido como LP y luego en CD. Tras la disolución de la Unión Soviética Shchedrín multiplicó sus viajes y pasó más tiempo fuera de Rusia, dividiendo su tiempo de residencia entre Múnich y Moscú.
Fue presidente de la Unión de Compositores de Rusia entre 1973 y 1990. En 1989, fue reconocido como miembro de la Academia de Artes de Berlín y recibió el Premio del Estado Ruso en 1992. 

### Presentaciones recientes
El 14 de junio de 2008 se celebró en Armenia el "Día de Shchedrín",  con su participación y la de Maya Plisétskaya como huéspedes de honor.
Su liturgia rusa El Ángel Sellado para coro y orquesta fue presentada en 2009 en el Festival de Música de Rheingau en el cual se ofreció además un retrato del compositor que incluyó su música de cámara

## Listado de obras

### Óperas
- No sólo amor (Не только любовь)
- Boyárinya Morózova (Боярыня Морозова)
- Vagabundo Encantado (Очарованный странник)
- Lolita (Лолита)
- Almas muertas (Мервые души), según Gógol
- Oratorio a Lenin (Оратория Ленина)

### Ballet
- El caballito jorobado, 1955
- Carmen Suite, 1967, basada en la música de Bizet[2]
- Ana Karenina, 1968
- La gaviota, 1979
- La dama del perrito, 1985

### Orquesta
- Sinfonía n.º 1, 1958
- No solo amor(suite sinfónica de la ópera), 1964
- Sinfonía n.º 2, "Twenty-five Preludes for Orchestra," 1965
- Solemn Overture, 1982
- Suite Seagul (Gaviota), 1984
- Stihira, "Himno para el Milenio de la Cristianización de Rusia," 1987

### Conciertos y concertantes
- Concierto para Piano n.º 1, 1954
- Concierto para Orchestra n.º 1, Coplas desafortunadas, (часту́шка) 1963
- Concierto para Piano n.º 2, 1966
- Concierto para Orchestra n.º 2, The Chimes, 1968
- Concierto para Piano n.º 3, 1973
- Concerto for Orchestra n.º 3, Old Russian Circus Music, 1988
- Concierto para Piano n.º 4, 1991
- Concierto para CViolonchelo, Sotto Voce, 1994
- Concierto para Viola, Concerto Dolce, 1997
- Concierto Violín, Concerto Cantabile, 1998
- Concierto para Piano n.º 5, 1999
- Concierto para Piano n.º 6, 2003

### Obras litúrgicas
- El Ángel Sellado (música coral, según Nikolái Leskov), 1988

### Ensamble de cámara
- Muzykálnoye prinoshéniye (Ofrenda musical) para 3 flautas, 3 fagot, 3 trombones, y órgano, 1983

### Solo piano
- Piezas para piano (1952-1961) 
  - Poema;
  - Cuatro Piezas para el ballet "El cab allito jorobado";
  - Humoresque;
  - Imitando a Albeniz;
  - Troika;
  - Dos piezas polifónicas (Dos partes inventadas y Basso Ostinato)
- Sonata para Piano, 1962
- 24 Preludios y Fugas 1964-1970
- Cuaderno polifónico, 25 preludios, 1972
- Sonata para Piano n.º 2, 1997
- Diario, siete piezas, 2002
- Sonatina Concertante, 2005
- A la Pizzicato, 2005

### Solo violín
- Echo Sonata, Op.69 1984
- En el estilo de Albeniz, op.52 1973